# Klinične smernice
Klinične smernice so strokovno besedilo, zasnovano na ugotovitvah znanstvenoraziskovalnega dela, ki na zgoščen način povzema navodila za obravnavo določene zdravstvene težave. Gre za sistematično oblikovana stališča, ki zdravstvenemu osebju, pa tudi bolnikom, pomagajo pri odločitvah glede primernega zdravstvenega varstva v specifičnih kliničnih okoliščinah. Osnovane so le na medicini, temelječi na dokazih.
Klinične smernice se pripravljajo za diagnostiko, zdravljenje bolezni, rehabilitacijo bolnih in poškodovanih in za uvajanje novejših zdravil, materialov ter pripomočkov.

## Namen kliničnih smernic
Klinične smernice ne nadomestijo znanj in izkušenj zdravnika, temveč so pripomoček za sprejemanje odločitev o najprimernejših ukrepih, v specifičnih okoliščinah posameznega pacienta. Glavni namen kliničnih smernic je zagotavljanje dobre klinične prakse. Svet Evrope jih opisuje kot sredstvo za bolj racionalno odločanje v zdravstveni obravnavi in predvsem kot podporo za izboljšanje kakovosti zdravstvene oskrbe. Zdravstvenemu osebju in javnosti pomagajo pri privzemanju, ocenjevanju in optimalni uporabi nenehno naraščajočega obsega novih znanstvenih dokazov in sistematično izoblikovanih mnenj strokovnjakov o kakovostni oskrbi bolnikov. Klinične smernice želijo spodbuditi takšno oskrbo, ki bolnikom zagotavlja največjo možnost koristi in kar najmanjšo verjetnost škode, je sprejemljiva z vidika potrebnih stroškov in izvedljiva glede na pogojenost drugih virov.